# Claire Palou
Pour les articles homonymes, voir Palou.
Claire Palou, née le 26 décembre 2001 à Valence dans la Drôme, est une athlète française, spécialiste des épreuves de demi-fond. Elle a commencé sa carrière dans le club de l'EARP à Romans-sur-Isère. Elle évolue actuellement dans le club d'athlétisme d'Aix-les-Bains.

## Biographie
Claire Palou commence l'athlétisme au collège sous les conseils de son professeur d'EPS. Elle prend alors une licence en club à l'EARP. Elle rejoint ensuite le lycée de Pontcharra dans lequel elle intègre la section sportive. Après son bac, elle intègre l'Insep à Paris.
Elle représente la France aux championnats d'Europe cadets 2018 à Győr où elle décroche une 2e place sur 2 000 m steeple en 6 min 39 s 20. Un an plus tard, à Borås, elle décroche une nouvelle médaille d'argent aux championnats d'Europe juniors sur 3 000 m steeple en 10 min 12 s 31.
En février 2021, elle devient championne de France en salle du 1 500 m, améliorant pour l'occasion le record de France espoir de la discipline en 4 min 12 s 62. Auparavant, elle avait remporté la médaille de bronze du 3 000 m steeple aux championnats de France 2020.
En juin 2021, elle échoue pour une seconde et demie de se qualifier pour les Jeux olympiques d'été de 2020. Quelques semaines plus tard, elle abandonne aux championnats d'Europe juniors d'athlétisme 2021 en Estonie.
Elle révèlera plus tard, dans un podcast intitulé Championnes du monde, qu'elle est victime de dépression due à un viol et des agressions sexuelles subis pendant son adolescence, ainsi que des faits de harcèlement sexuel à l'Insep,,. Elle est auditionnée en 2023 par une commission d'enquête de l'Assemblée nationale sur les dysfonctionnements des différentes fédérations de sport,.

## Palmarès
| Date | Compétition                                  | Lieu  | Résultat | Épreuve         | Marque         |
| ---- | -------------------------------------------- | ----- | -------- | --------------- | -------------- |
| 2017 | Festival olympique de la jeunesse européenne | Győr  | 2e       | 2 000 m steeple | 6 min 55 s 77  |
| 2018 | Championnats d'Europe cadets                 | Győr  | 2e       | 2 000 m steeple | 6 min 39 s 20  |
| 2019 | Championnats d'Europe juniors                | Borås | 2e       | 3 000 m steeple | 10 min 12 s 31 |

| Date | Compétition                     | Lieu    | Résultat | Épreuve         | Marque        |
| ---- | ------------------------------- | ------- | -------- | --------------- | ------------- |
| 2020 | Championnats de France          | Albi    | 3e       | 3 000 m steeple | 10 min 2 s 54 |
| 2021 | Championnats de France en salle | Miramas | 1re      | 1 500 m         | 4 min 12 s 62 |

## Records
| Épreuve         | Épreuve   | Marque        | Lieu          | Date            |
| --------------- | --------- | ------------- | ------------- | --------------- |
| 1 500 m         | Plein air | 4 min 26 s 95 | Tournefeuille | 8 août 2020     |
| 1 500 m         | Salle     | 4 min 12 s 62 | Miramas       | 21 février 2021 |
| 3 000 m         | Plein air | 10 min 5 s 12 | Moirans       | 5 mai 2019      |
| 3 000 m         | Salle     | 9 min 7 s 19  | Eaubonne      | 13 février 2021 |
| 3 000 m steeple | Plein air | 9 min 31 s 46 | Nice          | 12 juin 2021    |